# Ophryotrocha labronica
Ophryotrocha labronica é uma espécie de anelídeo pertencente à família Dorvilleidae.
A autoridade científica da espécie é Bacci & La Greca, tendo sido descrita no ano de 1961.
Trata-se de uma espécie presente no território português, incluindo a sua zona económica exclusiva.